# Michael C. Hall
Michael C. Hall (n. Michael Carlyle Hall, n. 1 februarie 1971, Raleigh, Carolina de Nord, SUA) este un actor american de televiziune a căror roluri includ pe David Fisher din drama Six Feet Under și pe Dexter Morgan din serialul Dexter. În 2009, Hall a câștigat un Premiul Globul de Aur și un Screen Actors Guild Awards pentru rolul său în Dexter.

## Începutul vieții
Hall s-a născut în Raleigh, Carolina de Nord. Mama lui, Janice Styons Hall, este consilier de orientare școlară în Wake Forest și tatăl său, William Hall Carlyle, a lucrat pentru IBM. Tatăl său a murit de cancer de prostată în 1982 când Hall avea 11 ani.
Hall a studiat la  Ravenscroft School în Raleigh, absolvind în 1989. A absolvit Earlham College în 1993 și a plănuit să devină avocat. S-a înscris mai târziu la Universitatea din New York la programul Master of Fine Arts.

## Filmografie

### Film
| An   | Film                                                | Rol                            | Note            |
| ---- | --------------------------------------------------- | ------------------------------ | --------------- |
| 2003 | Paycheck (Cecul sau viața)                          | Agent Klein                    |                 |
| 2004 | Bereft                                              | Jonathan                       |                 |
| 2009 | Gamer                                               | Ken Castle                     |                 |
| 2011 | Peep World                                          | Jack Meyerwitz                 |                 |
| 2012 | The Trouble with Bliss                              | Morris Bliss                   |                 |
| 2013 | Kill Your Darlings                                  | David Kammerer                 |                 |
| 2014 | Cold in July                                        | Richard Dane                   |                 |
| 2015 | Justice League: Gods and Monsters                   | Kirk Langstrom / Batman (voce) | Direct-pe-video |
| 2016 | Christine                                           | George Peter Ryan              |                 |
| 2016 | After Adderall                                      | Director                       |                 |
| 2017 | Mark Felt: The Man Who Brought Down the White House | John Dean                      |                 |
| 2017 | The Gettysburg Address                              | Leonard Swett (voce)           |                 |
| 2018 | Game Night                                          | The Bulgarian                  |                 |
| 2019 | The Report                                          | Thomas Eastman                 |                 |
| 2019 | In the Shadow of the Moon (În umbra lunii)          | Holt                           |                 |

### Televiziune
| Anul      | Emisiunea                   | Rol           | Note |
| --------- | --------------------------- | ------------- | --- |
| 2001–2005 | Six Feet Under              | David Fisher  | 63 episoade Screen Actors Guild Award for Outstanding Performance by an Ensemble in a Drama Series (2003, 2004) AFI TV Award - Nominalizat - AFI Actor of the Year Male in a Series (2002) Nominalizat — American Film Institute for Actor of the Year - Male - Series (2001) Nominalizat — Emmy Award for Outstanding Lead Actor – Drama Series (2002) Nominalizat — Screen Actors Guild Award for Outstanding Performance by an Ensemble in a Drama Series (2002, 2005, 2006) |
| 2006      | Mysteries of the Freemasons | Povestitor    | Documentar |
| 2006–2013 | Dexter                      | Dexter Morgan | 60 episodes Golden Globe Award for Best Actor – Television Series Drama (2009) Satellite Award for Best Actor – Television Series Drama (2007) Saturn Award for Best Actor on Television (2007) Screen Actors Guild Award for Outstanding Performance by a Male Actor in a Drama Series (2009) Television Critics Association Award for Individual Achievement in Drama Nominalizat — Astra Award - Favourite International Personality or Actor (2008) Nominalizat — Emmy Award for Outstanding Lead Actor – Drama Series (2008, 2009, 2010) Nominalizat — Golden Globe Award for Best Actor – Television Series Drama (2007, 2008) Nominalizat — Saturn Award for Best Actor on Television (2008, 2009, 2010) Nominalizat — Satellite Award for Best Actor – Television Series Drama (2006, 2008) Nominalizat — Screen Actors Guild Award for Outstanding Performance by an Ensemble in a Drama Series (2009, 2010) Nominalizat — Screen Actors Guild Award for Outstanding Performance by a Male Actor in a Drama Series (2006, 2007, 2008) |
| 2014      | Cold in July                | Dane          | Durata: 109 minute |